# Laurence Leboucher
Laurence Isabelle Leboucher, född den 22 februari 1972 i Alençon, är en fransk tidigare tävlingscyklist.
Leboucher var professionell från 1995 till 2005 och hennes främsta meriter är dubbla världsmästartitlar i cykelcross (2002 och 2004), samt en VM-titel i cross country (1998) och en i mixed-stafett (2008) i mountainbike. På landsväg tog hon fyra medaljer vid Franska mästerskapen – två silver och ett brons i individuellt tempolopp, samt ett brons i linjelopp.
Laurence Leboucher representerade Frankrike i mountainbike vid fyra Olympiska spel: Atlanta 1996 (11:a), Sydney 2000 (18:e), Aten 2004 (8:a) och Peking 2008 (17:e). Hon ingick också i den franska landsvägstruppen i Barcelona 1992, men Jeannie Longo (som skulle varit med på bana) fick hennes plats (Leboucher fick i alla fall vara med i inmarschen på spelens invigning...) och vid Olympiska spelen 2024 ingick hon i fackelstafetten (på cykel) till Paris.
2008 utnämndes Leboucher till riddare av Hederslegionen.

## Meriter – landsväg
| 1990 8:a i Chrono des Nations (ITT) 1991 3:a i Chrono des Nations (ITT) 1992 3:a i linjelopp vid Franska mästerskapen 7:a totalt i Tour de l'Aude 1997 3:a i individuellt tempolopp vid Franska mästerskapen | 1998 2:a i individuellt tempolopp vid Franska mästerskapen 2000 2:a i individuellt tempolopp vid Franska mästerskapen 2006 6:a i linjelopp vid Franska mästerskapen 6:a i individuellt tempolopp vid Franska mästerskapen |

## Meriter – cykelcross
Världsmästerskapen och de franska mästerskapen avgjordes i januari–februari. Europamästerskapen infördes 2003 och hölls sedan på hösten (november). UCI World Cup och Trofee veldrijden bestod av deltävlingar spridda under säsongen.
| SäsongTävling        | 1999 2000 | 2000 2001 | 2001 2002 | 2002 2003 | 2003 2004 | 2004 2005 | 2005 2006 | 2006 2007 | 2007 2008 |
| -------------------- | --------- | --------- | --------- | --------- | --------- | --------- | --------- | --------- | --------- |
| Världsmästerskapen   | 4         | 5         |           |           |           | 4         | 14        |           |           |
| Europamästerskapen   | X         | X         | X         | X         | 4         |           | 6         | 8         | 4         |
| Franska mästerskapen |           |           |           |           |           |           |           |           |           |
| UCI World Cup        | X         | X         | X         | –         | 7         | X         | X         | X         | X         |
| Trofee veldrijden    | X         | X         | X         | X         | X         | X         | X         | X         | 8         |

X = Avhölls ej (UCI World Cup för damer infördes 2002/2003, men hade ingen individuell slutställning från 2004/2005 till 2007/2008, Cyclocross Trofee för damer infördes 2007/2008)

## Meriter – mountainbike
| 1996 Fransk mästare i cross country (XCO) 7:a i cross country (XCO) vid Världsmästerskapen 1997 6:a i cross country (XCO) vid Världsmästerskapen 8:a i slutställningen av UCI Mountain Bike World Cup 1998 Världsmästare i cross country (XCO) Europamästare i cross country (XCO) Fransk mästare i cross country (XCO) 2:a i slutställningen av UCI Mountain Bike World Cup 1999 Fransk mästare i cross country (XCO) 8:a i cross country (XCO) vid Världsmästerskapen 2000 Europamästare i cross country (XCO) Fransk mästare i cross country (XCO) | 2001 Europamästare i cross country (XCO) 5:a i cross country (XCO) vid Världsmästerskapen 10:a i slutställningen av UCI Mountain Bike World Cup 2002 Europamästare i cross country mixed-stafett (XCR) Fransk mästare i cross country (XCO) 2:a i cross country (XCO) vid Europamästerskapen 2:a i cross country mixed-stafett (XCR) vid Världsmästerskapen 2004 8:a i cross country (XCO) vid Olympiska spelen 2006 Fransk mästare i cross country (XCO) 2007 Fransk mästare i cross country (XCO) 2008 Världsmästare i cross country mixed-stafett (XCR) Europamästare i cross country mixed-stafett (XCR) 4:a i cross country (XCO) vid Europamästerskapen |